# Felona/L'equilibrio
 Felona  e  L'equilibro  sono due brani delle Orme dell'album Felona e Sorona (1973) e pubblicati su 45 giri.
La pubblicazione di un singolo estratto pare di importanza secondaria rispetto a quella dell'LP, che è un concept album a tutti gli effetti: da un lato, quindi, la cornice narrativa che lega i pezzi nel 33 giri non può essere facilmente riassunta in due brani; altri problemi scaturiscono dal fatto che nell'album i pezzi si succedano senza soluzione di continuità, a mo' di suite.
- Introdotta dalle campane tubolari, la canzone Felona descrive la vitalità e la gioia che allietano l'astro di Felona, in contrapposizione al freddo e all'oscurità che pesano sul suo pianeta fratello, Sorona (brano non incluso nel singolo). Il pezzo dura poco meno di due minuti e non dispone di un finale autonomo: esso viene stampato su 45 giri aggiungendovi, a mo' di conclusione, le prime battute del brano che lo segue immediatamente nell'album, La solitudine di chi protegge il mondo;[1] nonostante la sua brevità, venne presentato al Festivalbar 1973.
- All'incanto di Felona della prima facciata, si contrappone, nel retro del 45 giri, il tono di un brano ininterrottamente drammatico: L'equilibrio descrive un breve momento nel quale sia Felona che Sorona, il pianeta sfortunato, godono contemporaneamente della luce del sole.  La parte finale del pezzo è caratterizzata dalla combinazione di pianoforte e tastiera elettronica, entrambi in ruolo solistico:  l'accostamento potrebbe essere stato ottenuto da Tony Pagliuca sovrapponendo le registrazioni, oppure grazie all'apporto solistico di Gian Piero Reverberi come del resto accadeva nel brano Una dolcezza nuova dell'anno precedente oppure nello strumentale Notturno dell'anno dopo.

I due brani sono di Pagliuca-Tagliapietra. Come di consueto in questo periodo, la copertina del 45 giri è ottenuta riutilizzando il supporto artistico della copertina del 33 giri.
I dati di vendita di questo 45 giri furono notevolmente inferiori sia a quelli dell'album, sia a quelli del singolo Gioco di bimba, singolo estratto dell'anno precedente.

## Formazione
- Aldo Tagliapietra - basso - voce
- Tony Pagliuca - tastiere
- Michi Dei Rossi - batteria - campane tubolari